# Боль Антон Юрійович
Антон Юрійович Боль (нар. 8 січня 2003, Житомир, Україна) — український футболіст, центральний захисник «Олександрії». Виступав за молодіжну збірну України.

## Кар'єра
У листопаді 2020 року вперше потрапив у заявку київського «Динамо» на офіційний матч чемпіонату України проти «Інгульця», дебютував за основну команду 20 травня  2023. 
У наступному сезоні грав за «Динамо» (U-19) у Юнацькій лізі чемпіонів УЄФА, провівши сім матчів та забивши один м'яч.

## Збірна
У жовтні 2021 року дебютував за молодіжну збірну України.

## Статистика виступів за збірну
Станом на 31 травня 2022 року
| Дата       | Місто     | Господарі | Результат | Гості             | Турнір                             | Голи | Примітки |
| ---------- | --------- | --------- | --------- | ----------------- | ---------------------------------- | ---- | -------- |
| 12-10-2021 | Запоріжжя | Україна   | 1 – 0     | Фарерські острови | Кваліфікація молодіжного Євро-2023 | -    |          |
| Усього     |           | Матчів    | 1         |                   | Голів                              | 0    |          |